# Ivanovci (Ljig)
Pour les articles homonymes, voir Ivanovci.
Ivanovci (en serbe cyrillique : Ивановци) est un village de Serbie situé dans la municipalité de Ljig, district de Kolubara. Au recensement de 2011, il comptait 368 habitants.

## Démographie
| 1948 | 1953 | 1961 | 1971 | 1981 | 1991 | 2002 | 2011 |
| ---- | ---- | ---- | ---- | ---- | ---- | ---- | ---- |
| 839  | 981  | 764  | 683  | 626  | 539  | 468  | 368  |

|  |

## Personnalité
Ivanovci est le village natal de Milovan Danojlić, né en 1937, un écrivain et un homme politique ; il a été membre du Comité fondateur du Parti démocratique, le premier parti d'opposition non communiste en Serbie depuis 1945. En tant qu'écrivain, il a été récompensé par le prix NIN du meilleur roman.